# 1600 en santé et médecine
| Années de la santé et de la médecine : 1597 - 1598 - 1599 - 1600 - 1601 - 1602 - 1603    |
| Décennies de la santé et de la médecine : 1570 - 1580 - 1590 - 1600 - 1610 - 1620 - 1630 |

## Événements
- 16 février-6 mars : éruption du Huaynaputina, au Pérou, à la suite de laquelle « la famine et les maladies ont décimé ou appauvri la population des régions d'Arequipa et de Moquegua durant plusieurs années » et qui a peut-être « contribué à la péjoration climatique du XVIIe siècle[1],[2] ».
- 2 août : au Danemark, fondation d'un hortus medicus (« jardin des plantes médicinales ») qui est à l'origine de l'actuel jardin botanique de Copenhague[3].
- Fondation par Ranuccio Farnèse du « Jardin des simples » (Orto dei semplici) qui est à l'origine de l'actuel Jardin botanique (it) de Parme[4].
- Il y a à Londres environ cinquante médecins qualifiés (ayant suivi un enseignement universitaire), et cent chirurgiens[5].
- La faculté de médecine de Toulouse est reconstruite au no 30 de la rue des Lois, anciennement rue des Pénitents-Gris[6],[7].
- Edmé Brothey, rebouteux, et curé de Montillot, en Bourgogne, est accusé d'exercice illégal de la médecine[8].
- Fondation de la troisième pharmacie de Sibiu, en Roumanie, officine nommée « À l'ours noir » et dont les murs accueilleront, à partir de 1972, le Musée d'histoire de la pharmacie[9].
- 1600 – années 1640 : au  Canada, « estimés à trente mille en 1600, [les Hurons] alliés des Français [auront] vu leur population fondre à neuf mille au début des années1640, essentiellement à cause de la variole[10] ».

## Publications
- Jean Bauhin (1541-1612), naturaliste et médecin d'origine française, publie deux ouvrages, l'un de minéralogie et zoologie, l'autre sur les eaux médicamenteuses[11],[12].
- Ippolito Beccaria Boschi (1540 ? – 1621 ?), médecin et chirurgien de Ferrare, donne un manuel d'anatomie sous le titre de De facultate anathomica per breves lectiones[13].
- Nicolas Bocángel, médecin de Philippe III, roi d'Espagne, donne son traité « des maladies malignes et pestilentielles », en latin[14] et en espagnol[15].
- Girolamo Bresciano (ou Brisiano) fait paraître un ouvrage sur la cautérisation[16].
- Giulio Cesare Casseri (c.1552-1616), professeur d'anatomie à Padoue, fait paraître chez Vittorio Baldini son essai De vocis auditusque organis historia anatomica, « sur les organes de la voix et de l'ouie[17] ».
- Nicolas Coningo (dit le sieur de Castelmont), médecin spagyriste à Aix-en-Provence, publie un Traité des bains de la ville d'Aix[18] auquel le galéniste Antoine Mérindol[19] répond dans l'année par une Apologie pour les bains d'Aix[20].
- Cesare Crivellati (1553-1640), médecin de Viterbe, donne un traité sur « l'emploi du vin dans les maladies aiguës[21] ».
- Giulio Durante, médecin romain, fait paraître son « traité sur la peste et la fièvre pestilentielle[22] ».
- Girolamo Fabrizi d'Acquapendente (1533-1619) rassemble en un volume, sous le titre de De visione, voce, auditu, trois traités de physiologie et d'anatomie : De oculo visus organo, De larynge vocis instrumento et De aure auditus organo[23].
- Giovanni Pietro Maffei (1533-1603) donne le deuxième volume de son édition des œuvres complètes de Gabriel Fallope (1523-1562[24]).
- Publication des « Thèses de médecine sur les affections internes de tout le corps humain », soutenues à Wurtzbourg par Johann Nicolas Fischer sous la direction d'Adrien Romain (1561-1615[25],[26]).
- Carolus Gallus, médecin originaire de Pontremoli, en Toscane, donne un « traité sur les fièvres pestilentielles et malignes » (De febribus pestilentibus ac malignis tractatus bipartitus[27]).
- William Gilbert (1544-1603), médecin de la reine Élisabeth Ire puis du roi Jacques Ier, surtout connu comme astronome et physicien, publie son traité De magnete, qui ouvre la voie à l'étude du champ magnétique terrestre[28].
- Johan van Heurne (1543-1601) donne son traité de peste (De peste liber[29]).
- Francesco India, médecin de Vérone, fait paraître ses « deux livres sur la goutte, du pied et de la main, et sur les maladies articulaires[30] ».
- Jean Bourgeois (° 1562) donne une traduction latine des Erreurs populaires au fait de la médecine (1578[31]), du médecin et chirurgien français Laurent Joubert (1529-1583), sous le titre de De vulgi erroribus medicinae medicorumque dignitatem deformantibus[32].
- Nicolas Abraham de La Framboisière (1550-1636) fait paraître un régime de santé qu'il intitule Le Gouvernement nécessaire à chacun pour vivre longuement en santé[33].
- André du Laurens (1558-1609) fait paraître son Historia anatomica, dont il a publié une première version en 1593 sous le titre d'Opera anatomica[34], ouvrage qui sera largement diffusé[35] et dont François Size donnera la traduction française dès 1610[36].
- Parution à Rome d'un résumé de thèses de médecine (Summa brevis et compendiaria disputationis medicae) soutenues par Giuseppe de Luna devant le pape Clément VIII[37].
- Nicolas de Nancel (1539-1610), professeur de médecine à l'académie de Douai, fait paraître un recueil de discours chez Claude Morel, imprimeur parisien[38].
- Antoine Mérindol, médecin à Aix-en-Provence, par son Apologie pour les bains d'Aix[20], répond, dans le cadre de la longue querelle entre galénistes et spagyriques[19], au Traité des bains de la ville d'Aix, de Nicolas Coningo de Castelmont[18].
- Giovanni Tommaso Minadoi (1545-1618), professeur de médecine à Padoue, publie son De humani corporis turbitudinibus[39].
- Johann Oberndorfer von Oberndorf (1586-1621), médecin allemand, fait paraître son De veri et falsi medici agnitione tractatus brevis, « court traité sur les moyens de distinguer les vrais médecins des charlatans[40] ».
- Pierre Perreau fait paraître un ouvrage sur la fontaine de Saint-Pardoux de Theneuille, en Bourbonnais[41].
- Jacques Pons (1538-1612), médecin lyonnais fait paraître en latin un manuel sur « l'enseignement et la pratique de la médecine », accompagné de « notes sur l'Histoire des plantes, de Rouillé[42] ».
- Antonio Possevino († 1637 ?), médecin à Mantoue, publie, en vers, une « théorie des maladies » (Theorica morborum) à laquelle il joint une « méthode pour les études de médecine » (Methodus studiorum medicinae), ouvrage tiré de la bibliothèque de son oncle homonyme, le jésuite Antonio Possevino († 1611[43]).
- Andreas Posthumus donne un ouvrage sur la plique polonaise[44].
- Julius Recalchus, professeur de médecine à Ferrare, signe sous le pseudonyme de Lucius Laelius Fuliginus un opuscule sur « la maladie des Carpates » (« Sarmatica lues »), également nommée plique polonaise[45].
- Hieronymus Reusner, (° 1558), médecin de Nördlingen fait paraître un ouvrage sur le scorbut[46].
- Filippo Maria Roffredi donne un « tableau de la peste à Turin en 1599 » (Pestis et calamitatum Taurini subalpinae Galliae metropolis anni MDXCIX descriptio[47]).
- Sous le nom d'Adrien Romain (1561-1615), professeur de médecine à Wurtzbourg, paraissent, sous les titres de Newer und alter Shreib Calendar[48],[26] et de Prognosticon astrologicum oder Teutsche Practica[49],[26], deux éditions d'un almanach astrologico-médical pour l'année 1601.
- Eustachius Rudius (pseud. Johannes Donatellus) (1551-1611), professeur de médecine à Padoue, publie deux ouvrages, l'un sur la « constitution naturelle et morbide du cœur[50] », l'autre sur « les tumeurs non naturelles[51] ».
- Martin Ruland le Jeune (en) (1569-1611), médecin et alchimiste allemand, fait paraître un traité sur le typhus : De perniciosae luis Ungaricae tecmarsi et curatione[52].
- Ercole Sassonia (1551-1607) publie à Padoue un ouvrage sur la plique polonaise[53], tandis que Peter Uffenbach (1566-1635), sous le titre de Tractatus triplex[54], donne à Francfort l'édition en un volume de trois traités du même auteur : « sur les fièvres putrides[55] » (De febribus putridis), « sur le pouls » (De pulsibus) et « sur les urines » (De urinis).
- Publication posthume du deuxième volume des « observations médicales » recueillies par Johann Schenck von Grafenberg (en) (1530-1598), médecin à Fribourg[56].
- Pedro de Torres, chirurgien du roi d'Espagne Philippe III, donne un traité sur la syphilis[57].
- Pietro Verderio donne un ouvrage d'étiologie : De morborum ac simptomatum occultis manifestisve causis[58].
- Les médecins officiels de la ville de Nuremberg diffusent une « courte notice sur les conduites à tenir et les précautions à prendre par ce temps de mortalité et de grave épidémie[59] ».

## Iconographie
- Vers 1600 : Un caisson de pharmacie militaire vers 1600, « coffre où sont enfermés les ustensiles d'apothicairerie et chirurgie[60] ».

## Naissances
- 2 février : Gabriel Naudé (mort en 1653), médecin et polymathe français[61].
- Florent Bonnemere (mort en 1683), jésuite, apothicaire et chirurgien français installé au Québec[62].
- Denis Joncquet (mort en 1671), médecin et botaniste français[63].
- Johann Schröder (mort en 1664), médecin et pharmacologue allemand, auteur en 1641 d'une Pharmacopoeia medico-chymica très souvent rééditée, et dans de nombreuses langues[64].
- Vers 1600 : Jakob Bartsch (mort en 1633), mathématicien, astronome et médecin allemand[65].
- 1600 ou 1601[66] : Andreas Bachmann, dit Rivinus (de) (mort en 1656), médecin et philologue allemand, père d'Augustus Quirinus Rivinus (1652-1723), médecin également, et botaniste.

## Décès
- 30 janvier : Gherardo Cibo (né en 1512), illustrateur et botaniste italien[67].
- 21 mai : Jacob Horst (né en 1537), professeur de médecine à l'université de Helmstedt[68],[69].
- 1er septembre : Thadeus Hajek (né en 1525), astronome, mathématicien et naturaliste bohémien, médecin de Rodolphe II, empereur d'Allemagne[70].
- 24 octobre : Andrea Bacci (né en 1524), titulaire de la chaire de lecture des simples de la faculté de médecine de l'université de Rome[71].